# Eisenbahnbrücke Mariaort
Die Eisenbahnbrücke Mariaort führt die Bahnstrecke Regensburg–Nürnberg zwischen dem Dorf Mariaort in der Gemeinde Sinzing und Regensburg (Stadtteil Großprüfening) über die Donau. Sie steht kurz vor der Einmündung der Naab bei Stromkilometer 2385,67.

## Beschreibung
Die 368,2 m lange Brücke hat zwei Gleise und auf der flussabwärts gelegenen Seite einen Weg für Fußgänger und Radfahrer, der oberhalb der Wallfahrtskirche Mariaort endet. Zwei der drei jeweils 65 m weiten Hauptöffnungen der Brücke überqueren den Fluss, die andere das Hochwasserbett vor Großprüfening. Der Überbau der drei Hauptöffnungen besteht aus stählernen Fachwerkträgern unterschiedlicher Bauart. Das südliche Gleis verläuft auf Fischbauchträgern, das nördliche Gleis und der Gehweg stehen auf parallelgurtigen Fachwerkträgern. An sie schließt sich eine steinerne Vorlandbrücke mit sechs 24 m weiten Segmentbögen an. Der erste (westliche) und der vierte Pfeiler bilden gleichzeitig die Widerlager der Fachwerkträgerbrücke.
Ihre Durchfahrtshöhe beträgt 8,65 m über dem Höchsten Schifffahrtswasserstand (HSW 2010).

## Geschichte
Die Brücke wurde in den Jahren 1870 bis 1872 im Auftrag der Actiengesellschaft der bayerischen Ostbahnen von den Maffeischen Werkstätten in Regensburg geplant und gebaut. Dabei wurden die Pfeiler schon für eine zweigleisige Strecke ausgelegt. Der Überbau wurde aber nur für einen eingleisigen Betrieb ausgeführt und bestand aus 7,49 m hohen, 5,6 m breiten und 65,0 m langen schmiedeeisernen Gitterträgern. Im Gegensatz zu anderen hatten sie statt vieler sich kreuzender Flacheisen nur jeweils ein Zugband pro Fach, nur in den beiden mittleren Fächern gab es sich kreuzende Zugbänder.
Das letzte, gut 44 km lange Stück der Strecke über die Brücke bis zum Regensburger Bahnhof wurde am 1. Juli 1873 eingeweiht.
In der Zeit zwischen 1894 und 1896 erfolgten der zweigleisige Ausbau und verschiedene Verstärkungen.
1926 wurde die alte Konstruktion der Maffeischen Werkstätten durch stählerne Fischbauchträger ersetzt.
Im Zweiten Weltkrieg wurde die Brücke wiederholt bombardiert und zerstört; so wurde am 16. April 1945 der Güterbahnhof Burgweinting, die Eisenbahnbrücke Schwabelweis, der Güterbahnhof West und die Bahnbrücke Mariaort von 73 Bombern der USAAF angegriffen. Nach Kriegsende wurde sie zunächst behelfsmäßig wieder aufgebaut. Als 1950 der endgültige Wiederaufbau abgeschlossen war, wurde auch der elektrische Betrieb der Strecke aufgenommen.
Eine umfangreiche Instandsetzung der Brücke wurde 2014 abgeschlossen.